# 갯솜방망이
갯솜방망이는 국화목 국화과의 식물이다.

## 특징
꽃은 보통 일년 내내 핀다. 2cm 정도의 노란색 꽃머리를 낸다. 잎의 길이는 3~9cm이다. 색깔은 짙은 녹색으로 두껍고 표면은 털로 덮여있다.

## 독성
갯솜방망이는 피롤리지딘 알칼로이드를 함유하고 독성이 있다.